# Dzsarmó
Dzsarmó (arabul: قلعة جرمو, nyugati átírással: Qal'at Jarmo) régészeti terület Észak-Irakban, Kurdisztánban, a Zagrosz-hegy lábánál, Kirkuktól keletre, Csamcsamál mellett fekszik.
Mai ismereteink szerint itt volt a Közel-Kelet és a világ egyik legrégebbi földművelő települése, melynek eredetét i. e. 7090-ig vezetik vissza.
Az ásatás helyszíne körülbelül 12 000-16 000 m² területen fekszik, 800 méter tengerszint feletti magasságban.
Robert J. Braidwood (1907-2003) a University of Chicago régészének vezetésével 1948-ban és az '50-es években folytak feltárások. 2012-ben a londoni University College csapata újabb ásatásokba kezdett.
Összességében mintegy 150 ember élt az egykori településen. Lakói gabonát termeltek és háziasították a juhot, kecskét, disznót, tehenet, lovat és a kutyát. Házaikat vályogból, agyagból építették. Kőből és obszidiánból készült tárgyakat is találtak itt, ami arra utal hogy szervezett kereskedelem létezett ekkor már a régióban.

## Fordítás
- Ez a szócikk részben vagy egészben  a   Jarmo című angol Wikipédia-szócikk fordításán alapul.  Az eredeti cikk szerkesztőit annak laptörténete sorolja fel. Ez a jelzés csupán a megfogalmazás eredetét és a szerzői jogokat jelzi, nem szolgál a cikkben szereplő információk forrásmegjelöléseként.